# Exyston flavens
Exyston flavens là một loài tò vò trong họ Ichneumonidae.